# 仏頂面
| ウィキペディアには「仏頂面」という見出しの百科事典記事はありません（タイトルに「仏頂面」を含むページの一覧/「仏頂面」で始まるページの一覧）。 代わりにウィクショナリーのページ「仏頂面」が役に立つかもしれません。 |